# Fritz Roubicek

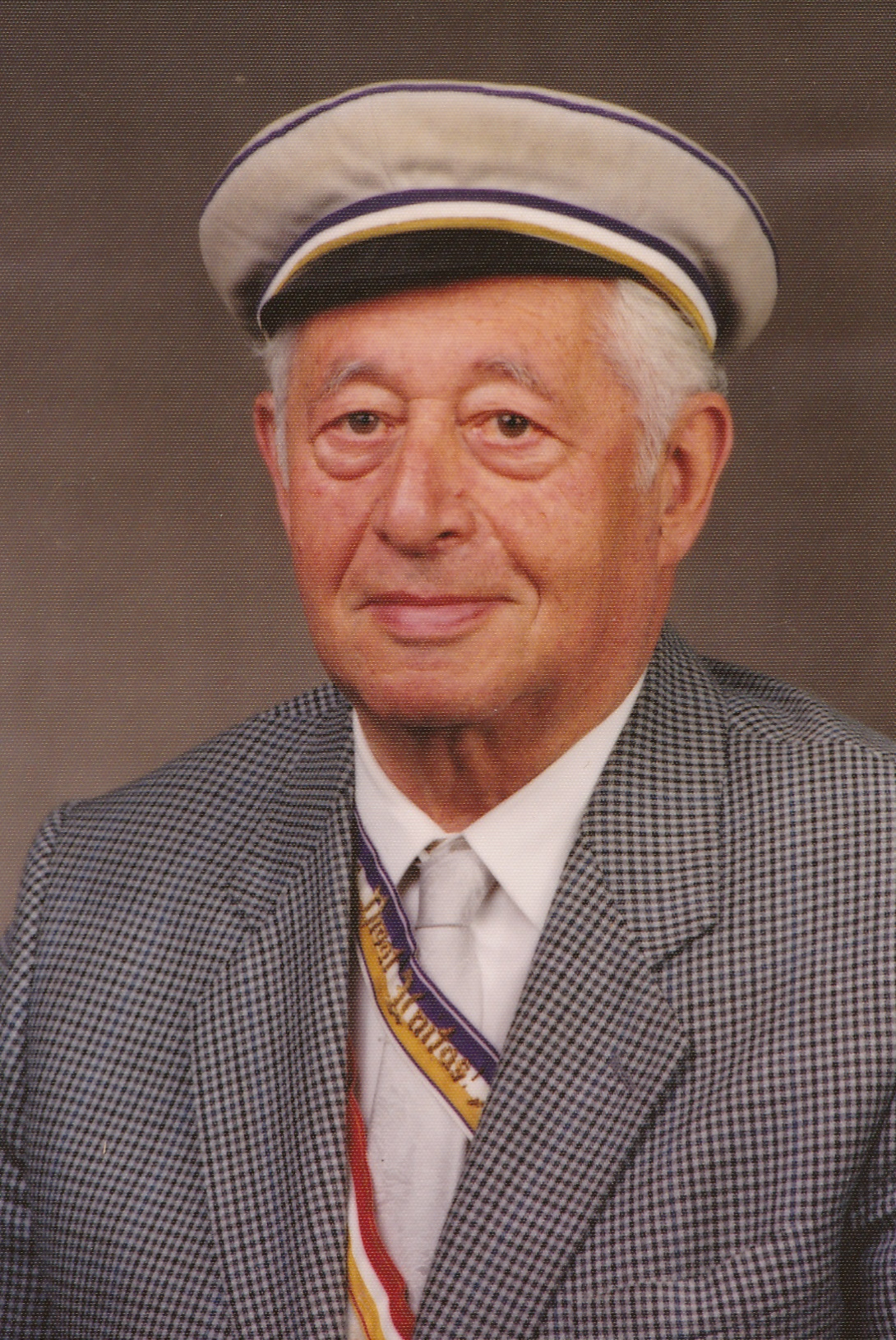
Fritz Roubicek

Fritz Roubicek (* 3. November 1913 in Wien; † 25. Mai 1990 ebenda) war ein österreichischer Ingenieur und Studentenhistoriker.

## Leben
Roubicek verlebte seine Jugend in Ottakring und besuchte die Höhere Technische Lehranstalt für Textilhandel. Anschließend studierte er an der  Hochschule für Welthandel. Er war in der zionistischen Techniker-Verbindung Jordania aktiv und wurde 1936 auch Mitglied der Jüdisch-akademischen Verbindung Unitas. Nach dem Anschluss Österreichs floh er mit seiner Frau über die Schweiz nach Frankreich, wo er sich der Résistance anschloss. Er wurde von der französischen Polizei verhaftet und an die deutschen Behörden ausgeliefert. Als politischer Häftling verbrachte er dreieinhalb Jahre im KZ Auschwitz. Bei Kriegsende musste er den Todesmarsch zum KZ Buchenwald mitmachen. Dort befreit und nach Wien zurückgekehrt, erfuhr er von der Ermordung seiner ganzen Familie im Ghetto Minsk.
1947 heiratete er seine zweite Frau Liliane († 7. Februar 2019 in Hochegg/Grimmenstein). Er erhielt eine Anstellung bei der  Österreichischen Mineralölverwaltung. Das Wiedereinleben in die alte Umgebung fiel ihm schwer. Seine eigentliche Heimat fand er nach der  Pensionierung in dem Milieu wieder, das ihn in seiner Jugend geprägt hatte, bei den Studentenverbindungen und den korporierten  Studentenhistorikern. 1984 wurde er Ehrenmitglied des paritätischen Wiener akademischen Corps Marchia, nach dessen Vertagung des freien Corps Austro-Germania. Später gründete „Brünndl“ die Fraternitas Vindobonensis.

## Werke
- Verschwundene Wiener Couleurartikelgeschäfte. Eine Jugenderinnerung. Acta Studentica 31 (1979), S. 1–3.
- So streng war'n dort die Bräuche! Erinnerungen eines alten jüdisch-nationalen Couleurstudenten. Wien 1983; 2. Auflage, Würzburg 1986; 3. Auflage, Hilden 2000.
- Von Basel bis Czernowitz. Die jüdisch-akademischen Studentenverbindungen in Europa. Wien 1986 (Beiträge zur österreichischen Studentengeschichte 12). GoogleBooks
- Als ob's gestern g'wesen wär! Keine Autobiographie – kein Nostalgiebuch, in: Peter Platzer, Raimund Neuß: Wien – Auschwitz – Wien. Fritz Roubicek zum Gedenken. Vierow 1997, S. 13–92.